# Province des îles Canaries
La province des îles Canaries (en espagnol : Provincia de Canarias) est une ancienne province formée par les îles Canaries. Cette province avait sa capitale dans la ville de Santa Cruz de Tenerife,. Après la division provinciale en 1927 cette province a été divisée en deux, la province de Santa Cruz de Tenerife couvrant les îles de l'ouest des îles Canaries et la province de Las Palmas dans les îles orientales.

## Histoire
Le 30 novembre 1833, la province des îles Canaries, que la Constitution de Cadix de 1812 établi avec le capital à Santa Cruz de Tenerife est créée. Cependant, il y eut une rivalité avec l'île de Grande Canarie, en raison du fait que le capital a été établi sur l'île de Tenerife, mais jusqu'à présent, la ville qui a servi pendant trois siècles comme capitale de facto des îles Canaries a été la ville de San Cristóbal de La Laguna, située à Ténérife.
En 1912, la Ley de Cabildos pour essayer de satisfaire les deux parties a été créé. Cela n'a pas plu à ceux qui voulaient une division provinciale, en particulier de Grande Canarie, et ceux qui préconisent l'autonomie régionale en particulier à Tenerife.
En 1927, pendant la dictature du général Miguel Primo de Rivera a été divisé en deux jusqu'ici la province des îles Canaries: la province de Las Palmas et de la province de Santa Cruz de Tenerife. De là, la capitale de l'archipel serait partagé entre les villes de Santa Cruz de Tenerife et de Las Palmas de Gran Canaria, qui est la façon dont il reste aujourd'hui.